# Općina Videm
Općina Videm (slo.:Občina Videm) je općina u sjevernoj Sloveniji u pokrajini Štajerskoj i statističkoj regiji Podravskoj. Središte općine je naselje Videm pri Ptuju s 451 stanovnikom. 

## Zemljopis
Općina Videm nalazi se u istočnom dijelu Slovenije. Južna granica općine je istovremeno i državna granica s Hrvatskom. Općina južnim dijelom se prostire u središnjem dijelu gorja Haloze. Sjeverni dio općine se nalazi u dolini rijeke Drave.
U općini vlada umjereno kontinentalna klima. U sjevernom dijelu općine nalazi se ušće rijeke Dravinje u Dravu. U južnom dijelu općine teku samo potoci, pritovi Drave i Dravinje.

## Naselja u općini
Barislovci, Belavšek, Berinjak, Dolena, Dravci, Dravinjski Vrh, Gradišče, Jurovci, Lancova vas pri Ptuju, Lancova vas, Ljubstava, Majski Vrh, Mala Varnica, Pobrežje, Popovci, Repišče, Sela, Skorišnjak, Soviče, Spodnji Leskovec, Strmec pri Leskovcu, Šturmovci, Trdobojci, Trnovec, Tržec, Vareja, Velika Varnica, Veliki Okič, Videm pri Ptuju, Zgornja Pristava, Zgornji Leskovec

## Vanjske poveznice
- Službena stranica općine